# 王石镇
王石镇，是中华人民共和国辽宁省鞍山市海城市下辖的一个乡镇级行政单位。

## 行政区划
王石镇下辖以下地区：
王石社区、代千社区、东艾社区、什司县社区、碾盘社区、西艾村、西腰村、尤项梧村、闻石村、周石村、长岭子村、大坎村、下英村、上沟村、中沟村、下沟村、庙宇村、金坑村、朱葛村、大台沟村、三大沟村、小女寨村、东腰村和上英村。